# Harald Sæverud
Harald Sigurd Johan Sæverud, född 17 april 1897 i Bergen, död 27 mars 1992 i Bergen, var en norsk tonsättare. De allra mest kända av hans många pianoverk är Rondo amoroso (op.14:7) och Kjempeviseslåtten (op.22:5). Den senare skrevs under andra världskriget i vrede mot ockupationsmakten. Med sina många symfonier är han en av 1900-talets viktigare skandinaviska symfoniker. Liksom Edvard Grieg har han skrivit musik till Henrik Ibsens Peer Gynt.
Sæveruds musik faller in i två huvudkategorier: verken för piano respektive orkester. Bland orkesterverken finns nio symfonier, flera solokonserter (för oboe, violin, piano respektive fagott) samt en del ensatsiga verk. Hans musik till Ibsens Peer Gynt blev en "antiromantisk" parallell till Griegs musik till samma drama.
Det är inte lätt att kategorisera Sæveruds musik. Han räknas ofta som en atonalist, men mycket av hans musik är tydligt tonal. Även om hans musik har karaktäriserats som barbarisk vid något tillfälle, förmedlar många verk påtagligt lyriskt romantiska stämningar. Stilen har ofta folkloristiska inslag. Hans bruk av dissonanser är kanske det som folk mest känner igen som det "sæverudska", men långt ifrån all hans musik är dissonant. 
Som sina viktigaste inspirationskällor uppgav Sæverud själv ofta Wolfgang Amadeus Mozart och Joseph Haydn.
I verkförteckningen nedan nämns ofta Siljustøl, vilket är det stora hus Harald Sæverud och hans hustru Marie Hvoslef lät bygga och sedan bodde ifrån 1939. Delar av huset är idag ett museum, invigt 1997, vid hundraårsjubileet av Harald Sæveruds födelse.
Bland Haralds och Maries barn blev också Ketil Hvoslef tonsättare.

## Verkförteckning
Orkesterverk
- Symfoni nr 1 g-moll, op.2 (1920)
- Symfoni nr 2, op.4 (1920)
- Symfoni nr 3, op.5 (1925-26)
- Cellokonsert, op.7
- Canto Ostinato, op.9
- Lucretia (svit), op.10
- Symfoni nr 4, op.11
- Oboekonsert, op.12 (1939)
- Gjætlevise-variasjoner, op.15 (1941)
- Symfoni nr 5 (Quasi Una Fant), op.16 (1941)
- Symfoni nr 6 (Dolorosa), op.19 (1942)
- Galdreslåtten, op.20
- Romans för violin och orkester, op.23 A
- Symfoni nr 7 (Psalm), op.27
- Peer Gynt (skådespelsmusik), op.28 (1947)
- Pianokonsert, op.31
- Violinkonsert, op.37 (1956)
- Symfoni nr 8 (Minnesota), op.40 (1958)
- Entrata regale, op.41
- Riddar Blåskäggs mardröm (balett), op.42
- Fagottkonsert, op.44
- Symfoni nr 9, op.45 (1966)
- Sonata Giubilata, op.47 (1969)
- Fanfar och hymn, op.48

Kammarmusik
- Stråkkvartett nr 1, op.49
- Blåskvintett nr 1
- Ståkkvartett nr 2, op.52
- Stråkkvartett nr 3, op.55
- Blåskvintett nr 2, op.56

Pianoverk
- Fem Capricci, op.1 (1919)
- Pianosonat g-moll, op.3 (1921)
- Svit, op.6 (1927-30)
- Lätta stycken (Pezzi facili), op.14
  - 1. Småsvein-gangar
  - 2. Syljetone
  - 3. Silkesokk-slåtten
  - 4. Gjætle-vise
  - 5. Li-tone
  - 6. Vindharpe-slåtten
  - 7. Rondo Amoroso
- Siljuslåtten (Symfonisk dans), op.17 (1947)
- Lätta stycken (Pezzi facili), op.18
- Slåtter og stev fra "Siljustøl" vol.2, op.22
  - 1. Revebjølle
  - 2. Kvernslått
  - 3. Den siste bå'nlåt
  - 4. På kingelvevstenger
  - 5. Kjempeviseslåtten
- Slåtter og stev fra "Siljustøl" vol.3, op.24
- Slåtter og stev fra "Siljustøl" vol.4, op.25
- Sex sonatiner, op.30
- Fuglefløjt-variasjoner, op.36 (1968)
- Bröllopsmarsch till Sveinung, op.46
- Fabula gratulatorum (tillägnad Andor Foldes), op.51 (1973)
- Lolita